# Dodonaea camfieldii
Dodonaea camfieldii là một loài thực vật có hoa trong họ Bồ hòn. Loài này được Maiden & Betche mô tả khoa học đầu tiên năm 1898.